# Haute-Birmanie

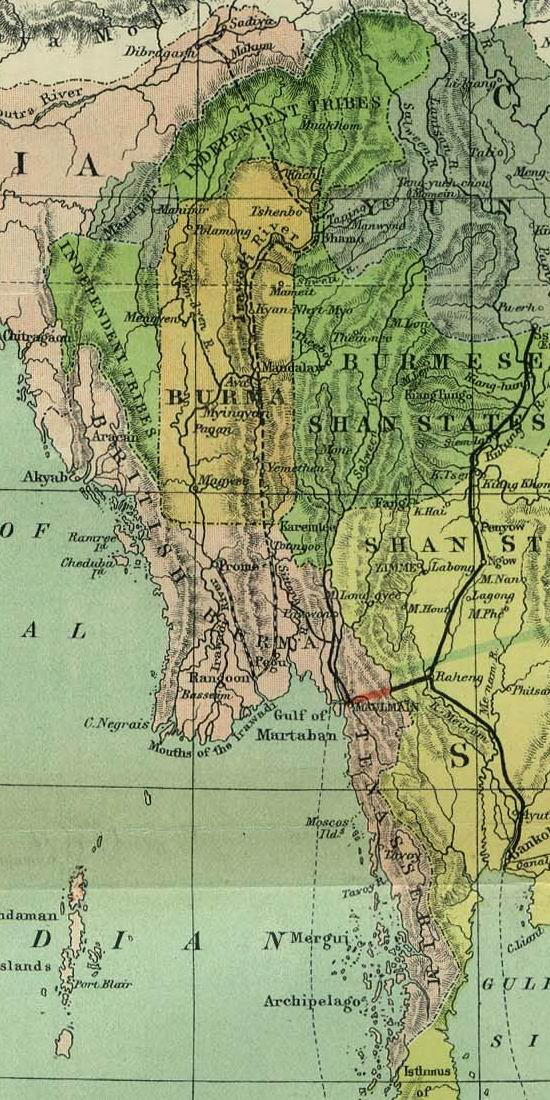
Carte de la Birmanie britannique en 1886 : La Haute-Birmanie est en ocre, la Basse-Birmanie en rose.

L'expression Haute-Birmanie désigne les parties centrale et septentrionale de l'actuelle Birmanie. En 1852, après la deuxième guerre anglo-birmane, la Basse-Birmanie est annexée par les Anglais. La Haute-Birmanie reste un royaume indépendant jusqu'à la fin de la  troisième guerre anglo-birmane en 1885.
On appelle aussi la Haute-Birmanie « Birmanie proprement dite » ou royaume d'Ava. Sa population est principalement birmane.